# Gjertrud Hals
Gjertrud Hals (geb. 1949 in Finnøy) ist eine norwegische Textilkünstlerin.

## Leben und Werk
Gjertrud Hals lebte bis zu ihrem zwölften Lebensjahr auf der Insel Finnøy. Danach zog die Familie nach Molde.
1971/1972 absolvierte sie eine Zeichen- und Grafikausbildung am Norwegian Teacher Training College (SLFN) in Notodden. In den 1970er-Jahren brachte sie die Auseinandersetzung mit Feminismus, Frauenkultur und Umweltschutz zu den Textilien. In der Folge ließ sie sich von 1975 bis 1977 zur Gobelinweberin an der Pädagogischen Hochschule für Gestaltung (SLFO) in Oslo ausbilden. 1976 besuchte Gjertrud Hals eine Ausstellung, die Werke von Magdalena Abakanowicz präsentierte und sie auf ihrem eigenen künstlerischen Weg bestärkte. 
Gjertrud Hals hatte 1985 im Møre og Romsdal Art Center von Molde ihre erste Einzelausstellung. Zudem schuf sie 1986 zwei Wandteppiche für die Nord-Heggdal-Kapelle in Molde. 1986/1987 besuchte sie die Bildhauerklasse an der Kunstakademie in Trondheim. Gjertrud Hals sieht sich in der Linie von Kunstschaffenden wie Magdalena Abakanowicz, Gertrud Louise Goldschmidt, Ruth Asawa, Harry Bertoia, Mona Hatoum, El Anatsui, Ghada Amer und Tomás Saraceno. 
Mit ihrer Lava-Werkgruppe aus dem Jahr 1987, die im internationalen Vergleich der damaligen Textilkunst innovativ war, gelang ihr der künstlerische Durchbruch. Von 1996 bis 2006 arbeitete sie mit Helga Bøe zusammen. 
Gjertrud Hals’ Werke wurden national wie international mehrfach ausgezeichnet. Auch sind sie in zahlreichen Sammlungen vertreten und in internationalen Ausstellungen konstant präsent.